# 4P/Faye
4P/Faye (ou la comète de Faye) est une comète périodique découverte le 25 novembre 1843 par Hervé Faye à l'observatoire de Paris.
La comète fut en fait observée pour la première fois le 23 novembre, mais le mauvais temps empêcha sa confirmation avant le 25. Elle a atteint le périhélie environ un mois avant sa découverte, mais un passage près de la Terre lui permit d'être assez brillante pour être découverte. Otto Wilhelm von Struve rapporta que la comète était visible à l'œil nu fin novembre. Elle resta visible pour les petits télescopes jusqu'au 10 janvier 1844 et devint finalement inobservable pour les plus grands télescopes le 10 avril 1844.
En 1844, Thomas James Henderson estima que la comète devait être à courte période. En mai, on calcula la période de la comète : 7,43 ans.
Urbain Le Verrier calcula les positions qu'aurait la comète lors de son apparition de 1851, en prévoyant le périhélie pour avril 1851. La comète fut trouvée près de l'endroit prévu le 28 novembre 1850 par James Challis.
La comète fut ratée lors de ses apparitions de 1903 et 1918 à cause des conditions d'observation non favorables. Le dernier passage de 4P Faye a eu lieu à la fin de l'année 2006. Elle a atteint une magnitude de 9,5.
Le diamètre du noyau de la comète est estimé à 3,5 km.